# Феклуха
Феклу́ха (рос. Феклуха) — селище у складі Верховазького району Вологодської області, Росія. Входить до складу Колензького сільського поселення.

## Населення
Населення — 189 осіб (2010; 329 у 2002).
Національний склад (станом на 2002 рік):
- росіяни — 96 %